# 光音響効果
光音響効果（ひかりおんきょうこうか）とは、光エネルギーを吸収した分子が熱を放出し、その熱による体積膨張により音響波（疎密波）を発生する現象。

## 概要
光エネルギーを吸収した分子が熱を放出し、その熱による体積膨張により音響波（疎密波）を発生する現象で1880年に、グラハム・ベルによって発見された。
1990年代頃より光と生体の相互作用に関する研究から始まり、高輝度のパルスレーザー技術と超音波検出技術の発展によって90年代半ば以降、生体の断層イメージングの研究が米国・欧州を中心に盛んになり、2010年以降、光音響技術が生体を対象としたイメージング技術の手法として確立しつつある。
光源には従来、強力なパルス光を生成するレーザーが不可欠であると考えられていたが、近年では発光ダイオードでの光音響波の生成が確認されている。

## 応用例

### 光音響イメージング
光音響波は，生体の軟組織中では水中と同じ約1500m/sで伝搬するので検査対象にレーザーを照射して生じた光音響波の伝搬時間から光吸収体の位置情報が得られ、信号強度を元に算出された吸収量に関する情報を用いて断層画像を再構築する。光と生体の相互作用を画像化する技術の1つで、散乱係数が光と比較して2、3桁小さい超音波を検出信号とするので光イメージングにおける光散乱に起因する分解能および感度の悪化が生じないので高コントラストで超音波検査装置に匹敵する分解能でcmレベルの深さの断層画像が取得可能とされる。光の波長パラメータを適当に設定することで選択的に励起できる。蛍光色素分子、金ナノ粒子、銀ナノ粒子、炭素ベースの化合物が造影剤として使用される。

### 光音響顕微鏡
色素も標識も使用せずに、in vivoでの生命の観察を可能にする。共焦点と2光子顕微鏡法に光音響法を加えたマルチモード顕微鏡も開発されつつある。